# عارف خان جوی
عارف خان جوی (انگلیسی: Arif Khan Joy؛ زادهٔ ۲۵ ژوئن ۱۹۷۸) بازیکن فوتبال سابق و سیاست‌مدار اهل بنگلادش است.